# چانیگرابن
چانیگرابن (به آلمانی: Tschanigraben) یک منطقهٔ مسکونی در اتریش است که در ناحیه گوسینگ واقع شده‌است. چانیگرابن ۶۸ نفر جمعیت دارد.